# Sonata wiolonczelowa (Rachmaninow)

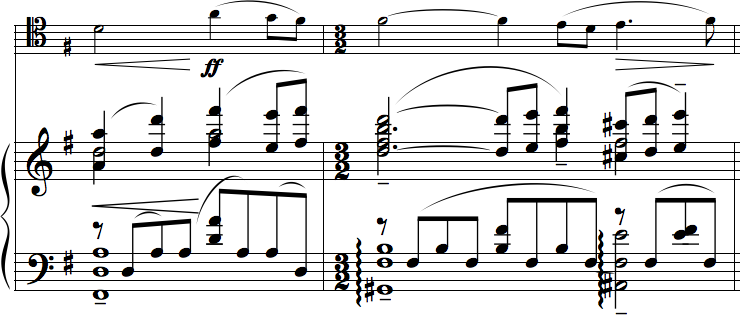
Fragment części IV.

Sonata wiolonczelowa op. 19 (często nazywana Sonatą na fortepian i wiolonczelę) - sonata w tonacji g-moll skomponowana na wiolonczelę i fortepian w 1901 (wydana została rok później) przez Siergieja Rachmaninowa. Jest to posiadająca cztery części typowa sonata romantyczna. Większość tematów jest wprowadzana przez wiolonczelę, podczas gdy fortepian upiększa i rozszerza je. Utwór jest dedykowany Anatolijowi Brandukowowi, który był jego pierwszym wykonawcą (premiera miała miejsce 2 grudnia 1901 w Moskwie - partię fortepianu wykonał kompozytor). Kompozycja określana jest jako jedna z najważniejszych sonat XX wieku. Sonata została początkowo niezauważona z powodu olbrzymiego sukcesu II Koncertu fortepianowego c-moll op. 18 (autorstwa również Rachmaninowa).

## Części
- I - Lento – Allegro moderato (g-moll)
- II - Allegro scherzando (c-moll)
- III - Andante (Es-dur)
- IV - Allegro mosso (G-dur)

Wykonanie utworu zajmuje około 30 minut.

## Aranżacje
Arkadij Wołodos dokonał transkrypcji oraz nagrania części III na fortepian solo.
Rosyjski altowiolista Wadim Borysowski dokonał transkrypcji całej Sonaty g-moll na altówkę i fortepian.